# Griesen
Griesen este o comună din landul Saxonia-Anhalt, Germania.